# Angelo Sguazzero

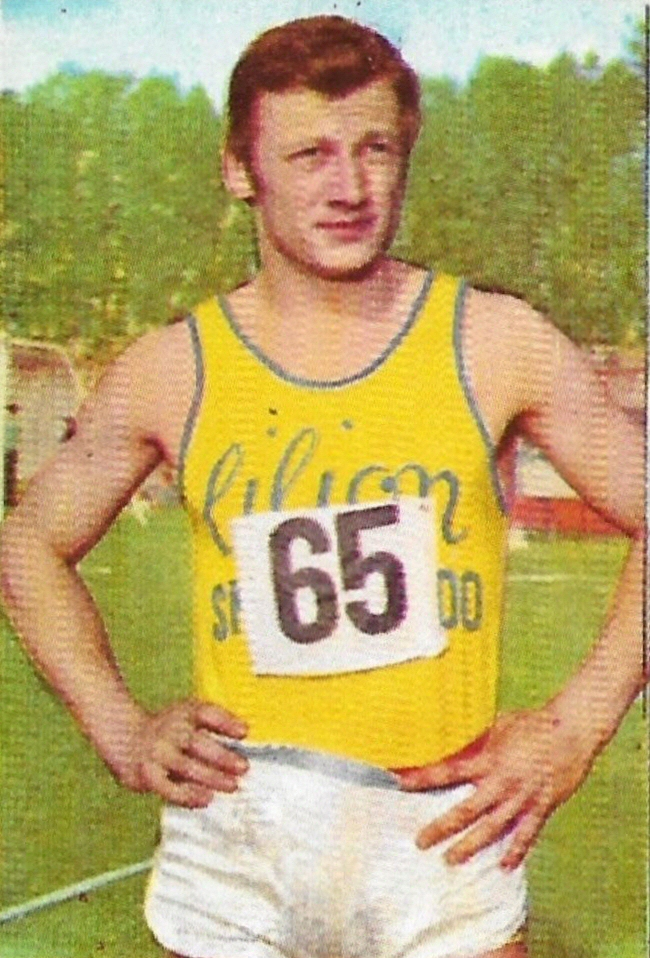
Angelo Sguazzero

Angelo Sguazzero (Angelo Fulvio Sguazzero; * 4. Januar 1946 in Como) ist ein ehemaliger italienischer Sprinter.
Bei den Olympischen Spielen 1968 in Mexiko-Stadt wurde er Siebter in der 4-mal-100-Meter-Staffel.
Seine persönliche Bestzeit über 100 m von 10,3 s stellte er am 23. Juli 1966 in Modena auf.